# Căpitanul Cavernelor
Căpitanul Cavernelor (engleză Captain Caveman and the Teen Angels) este un serial de animație pentru sâmbetele de dimineață, creat de Joe Ruby și Ken Spears. A fost produs de studioul Hanna-Barbera și a rulat pe ABC din 10 septembrie 1977 până pe 21 iunie 1980.
Un total de 40 de episoade, fiecare de unsprezece minute, au fost produse în trei sezoane. Dintre acestea șaisprezece au fost inițial făcute ca segmente din cadrul programului Scooby's All-Star Laff-A-Lympics în 1977, opt în cadrul Scooby's All-Stars în 1978 iar următoarele șaisprezece au fost produse în 1980 când Căpitanul Cavernelor i-a fost dat propriul serial de jumătate de oră, ce a combinat episoade noi cu reluări din 1977–79. La fel ca multe seriale Hanna-Barbera din anii 70, acesta conține o pistă de râsete (fiind și una din ultimile producții în maniera aceasta).
Serialul a fost difuzat în multe țări pe Cartoon Network și Boomerang. În România acesta s-a difuzat pe Boomerang, însă doar în limba engleză.

## Premis
Serialul se învârte în jurul aventurilor de rezolvat mistere a echipei Îngerii adolescenți (The Teen Angels), formată din Brenda, Dee Dee și Taffy împreună cu prietenul lor Căpitanul Cavernelor (sau pe scurt Cavey), un om preistoric pe care fetele l-au descoperit și eliberat dintr-un cub de gheață. Premisa generală a serialului este văzută ca o parodie a lui Charlie's Angels (de asemenea difuzat pe ABC). De asemenea este similar cu serialele gen Scooby-Doo și Josie și Pisicile. Puterile Căpitanului includ super-forță, o varietate de obiecte ascunse în părul său și o măciucă cu care poate zbura și din care ies diferite unelte care-l ajută pe acesta să lupte împotriva răului. Sintagma sa este strigătul său de luptă "Captain CAAAAAVEMAAAAAAANNNN!" ("Căpitanul CAVEEEERNELOOOOOR!").

## Personaje
- Căpitanul Caverenlor (en. Captain Caveman, sau Cavey pe scurt) - personajul principal al serialului. El este un om al cavernelor ce are mii de ani (vârsta nu îi este niciodată specificată). Acesta poate scoate diverse obiecte din părul său lung ce îi acoperă întregul corp, cu excepția nasului, mâinilor și picioarelor. De asemenea el poate să zboare, dar deseori această puterea se epuizează în cele mai rele momente făcându-l să cadă jos. Uneori Căpitanul pentru asta va folosi un deficit de energie, ce face referință la Criza petrolului din 1973. Căpitanul vorbește într-un accent stereotip "de om al peșterilor", înlocuind pronumele subiective cu cele obiective, și nefolosind articole hotărâte precum "the" (ex. "Me know where bad guys are hiding."), și deseori mormăiește spusa fără sens "unga bunga". De asemenea, acesta are obiceiul de a mânca uneori lucruri necomestibile mari, iar fetele îl opresc pentru că acesta poate mânca indicii ce îi ajută la rezolvarea cazului.
- Dee Dee Skyes - creierul echipei care se poartă ca liderul neoficial. Ea le-a ajutat pe celelalte fete la găsirea Căpitanului. Aceasta are o coafură Afro și de obicei este văzută purtând un pulover roșu cu guler, fustă albastră și cizme roșii înalte până la genunchi. Ea este la fel ca Velma din Scooby-Doo.
- Brenda Chance - o fată brunetă și fricoasă care mereu se sperie de fantome, monștrii și demoni. Mereu încearcă să se dea la o parte de la rezolvarea misterelor, dar mereu sfârșește prinsă. Aceasta poartă o bluză cu dungi și o pereche de pantaloni roz cu curea albă. De asemenea aceasta se poartă ca sergentul lui Dee Dee în cadrul Îngerilor adolescenți.
- Taffy Dare - membra cea blondă din grup, renumită pentru strigătul său "Zowie!" de fiecare dată când aceasta are un plan pentru a prinde personajul negativ. Are o personalitate distinctă și copilărească, și un accent sudic influențat din New York. Chiar dacă pare mai amețită și cu planuri de obicei trăznite, Taffy este foarte deșteaptă și capabilă. Ea are abilitatea de a-l seduca pe Căpitanul Cavernelor să se poarte ca o momeală pentru planurile sale, ca să poată prindă personajul negativ. Este văzută de obicei purtând o rochie verde cu pantofi asortați. De asemenea ea se poartă ca secundul lui Dee-Dee în cadrul echipei. Se dovedește mai târziu că Capitanul Cavernelor este îndrăgostit de ea, și invers.

## Voci
- Mel Blanc - Căpitanul Cavernelor
- Laurel Page - Taffy Dare
- Marilyn Schreffler - Brenda Chase
- Vernee Watson-Johnson - Dee Dee Sykes
- Gary Owens - Naratorul

## Episoade

### Sezonul 1 (1977)
1. "The Kooky Case of the Cryptic Keys"
2. "The Mixed Up Mystery of Deadman's Reef"
3. "What a Flight for a Fright"
4. "The Creepy Case of the Creaky Charter Boat"
5. "Big Scare in the Big Top"
6. "Double Dribble Riddle"
7. "The Crazy Case of the Tell-Tale Tape"
8. "The Creepy Claw Caper"
9. "Cavey and the Kabuta Clue"
10. "Cavey and the Weirdo Wolfman"
11. "The Disappearing Elephant Mystery"
12. "The Fur Freight Fright"
13. "Ride 'em Caveman"
14. "The Strange Case of the Creature from Space"
15. "The Mystery Mansion Mix-Up"
16. "Playing Footsie with Bigfoot"

### Sezonul 2 (1978)
1. "Disco Cavey"
2. "Muscle-Bound Cavey"
3. "Cavey's Crazy Car Caper"
4. "Cavey's Mexicali 500"
5. "Wild West Cavey"
6. "Cavey's Winter Carnival Caper"
7. "Cavey's Fashion Fiasco"
8. "Cavey's Missing Missile Miss-tery"

### Sezonul 3 (1980)
1. "The Scarifying Seaweed Secret"
2. "The Dummy"
3. "Cavey and the Volcanic Villain"
4. "Prehistoric Panic"
5. "Cavey and the Baffling Buffalo Man"
6. "Dragonhead"
7. "Cavey and the Murky Mississippi Mystery"
8. "Old Cavey in New York"
9. "Cavey and the Albino Rhino"
10. "Kentucky Cavey"
11. "Cavey Goes to College"
12. "The Haunting of Hog's Hollow"
13. "The Legend of Devil's Run"
14. "The Mystery of the Meandering Mummy"
15. "The Old Caveman and the Sea"
16. "Lights, Camera... Cavey!"

## Legături externe
- Căpitanul Cavernelor la Internet Movie Database
- Căpitanul Cavernelor la TV.com